# Лукашин (Вірменія)
Лукашин (вірм. Լուկաշին) — село в марзі Армавір, на заході Вірменії. Село розташоване за 6 км на північний захід від міста Армавір, за 3 км на північний захід від села Нораван та за 2 км на схід від села Ханджян. До 22 жовтня 1939 відоме як Совхоз № 3, в 22.10.1939 – 1957 робітниче селище імені Мікояна. В 1957 році село назване на честь Саргіса Лукашина (1883-1937), Президента Вірменської Ради Народних Комісарів.